# Thot Shit
Thot Shit è un singolo della rapper statunitense Megan Thee Stallion, pubblicato l'11 giugno 2021 come primo estratto dalla raccolta Something for Thee Hotties.

## Pubblicazione
Il 7 giugno 2021 Megan Thee Stallion ha annunciato Thot Shit con relativa data di uscita e copertina.

## Descrizione
Il brano è stato scritto dalla stessa interprete e prodotto da LilJuMadeDaBeat e OG Parker. È composto in chiave di La maggiore ed ha un tempo di 130 battiti per minuto.

## Video musicale
Il video musicale del brano, diretto da Aube Perrie, è stato reso disponibile in concomitanza con la sua uscita. Contiene degli omaggi ai film cult di genere horror Nightmare - Dal profondo della notte e Shining.

## Tracce
Download digitale
1. Thot Shit – 3:04

## Classifiche

### Classifiche settimanali
| Classifica (2021) | Posizione massima |
| ----------------- | ----------------- |
| Australia         | 38                |
| Canada            | 43                |
| Grecia            | 47                |
| Irlanda           | 44                |
| Lituania          | 92                |
| Portogallo        | 162               |
| Regno Unito       | 65                |
| Stati Uniti       | 16                |

### Classifiche di fine anno
| Classifica (2021) | Posizione |
| ----------------- | --------- |
| Stati Uniti       | 71        |